# Kostrzyn (Storpolen)
Kostrzyn (udtale: [ˈkɔstʂɨn])  er en by i den centrale del af  voivodskabet Storpolen i  den vestlige centrale del af Polen. Byen   har 9.809(2021) indbyggere og et areal på 	8,03  km², og er en del af  powiatet Poznań. 

## Historie
Som en del af regionen Storpolen, dvs. den polske stats vugge, har området været en del af Polen siden dets oprettelse i det 10. århundrede. Det var en privat kirkeby, administrativt beliggende i Poznań voivodskab i Kongeriget Polens krone. I Polens anden deling, i 1793, blev det annekteret af Preussen. Efter den vellykkede Storpolske opstand i 1806, blev den genvundet af polakker og inkluderet i det kortvarige polske Hertugdømmet Warszawa. Efter hertugdømmets opløsning i 1815 blev det genannekteret af Preussen, og fra 1871 var det også en del af Tyskland. Befolkningen var udsat for germaniserings politikker.
Efter 1. verdenskrig, i 1918, genvandt Polen uafhængighed, og  Den storpolske opstand mod Tyskland brød ud, hvis mål var at reintegrere byen og regionen med det genfødte Polen. Byen dannede et kompagni bestående af hundrede oprørere og en deling på næsten fyrre, hvoraf elleve blev dræbt i opstanden.